# 立法程序
立法程序是指立法机关在制定、修改和废止法律文件时，所遵守的法律和步骤。

## 法案提出
多數國家都將政府提案與議員提案分開，通常政府的提案較易通過。在中華民國，政府的提案來自於行政院、司法院、考試院和監察院，至於議員的提案只要一人提案、十五人附議即可提出。

## 委員會審查
法案在送到院會審議之前，必先送交到委員會審議。委員會不僅能修改法案的內容，形同掌握法案的關鍵權利。然而各國程序不一，像英國是先總辯論再送交委員會，中華民國立法院則於首讀後送交委員會審議。

## 總辯論
經委員會審議的法案就會送到院會二讀。委員會可將原案送交院會審議，亦可先予修改。二讀時，每位議員都可以就法案的基本原則發言，或提出修正案。二讀通過的法案大多都可獲通過並成為法律。中華民國立法院二讀時會逐條審議法案的條文。

## 通過
經辯論及表決修正案後，法案就會送交三讀。三讀時，議題僅為是否照案通過，若獲得表決通過則該項法案就成為法律。在中華民國立法院，三讀由院會議全體立委表決。

## 聯席委員會(僅限於兩院制國家)
在很多兩院制國家，對下院通過的法案，上院只有提出修正案或延擱法案生效的權力。然而在某些兩院制國家(如美國)，兩院權力大致相等，故法案須同時獲得兩院通過；兩院如無法對法案達成共識，必須協商以消除歧見(Iron Out)，故聯席委員會有時也稱作第三院(The Third House of Congress)。

## 法案生效
法案經立法機關通過者，經國家元首簽署、公布，便成為法律。內閣制國家的元首一般不會否決法案，然而總統制國家的元首一般有權否決法案。中華民國也有覆議的規定，如經全體立法委員二分之一以上覆議維持原案，行政院長應接受決議；立法院通過的法案，如無覆議，則由總統在十日之內公布實施。